# Liste von Windkraftanlagen in Thüringen
Die Liste von Windkraftanlagen in Thüringen bietet einen Überblick über die installierten Windkraftanlagen im Bundesland Thüringen, wobei der Schwerpunkt auf den installierten Windparks liegt. Als Windparks gelten Standorte mit drei oder mehr Anlagen. Anlagen mit Stahlfachwerkturm sind durch Kursivschrift gekennzeichnet. Wieder abgebaute Anlagen ohne Repowering am gleichen Standort sind durchgestrichen. Da laufend neue Windkraftanlagen errichtet und mit oder ohne Repowering zurückgebaut werden, erhebt diese Liste keinen Anspruch auf Vollständigkeit; sie zeigt den Stand von Ende 2020. Datenbasis ist die interaktive Karte von Geoproxy Thüringen, über die man sich auch über geplante und genehmigte Windenergieanlagen im Land Thüringen informieren kann sowie das Marktstammdatenregister.
Im Jahr 2016 deckten die erneuerbaren Energieträger (Sonne, Wind, Wasserkraft, Biogas, Biomasse) rund 63 Prozent des Bruttostrombedarfs Thüringens.

## Übersicht
| Name                                                | Baujahr                                                                         | Gesamt- leistung (MW) | Anzahl | Typ (WKA) | Ort                                                 | Land- kreis | Koordinaten                  | Projektierer / Betreiber                                                          | Bemerkungen |
| --------------------------------------------------- | ------------------------------------------------------------------------------- | --------------------- | ------ | --- | --------------------------------------------------- | ----------- | ---------------------------- | --------------------------------------------------------------------------------- | --- |
| Windkraftanlage Auma                                | 2024                                                                            | 0,02                  | 1      | elektrOmat 20 kW (1×) | Auma-Weidatal                                       | GRZ         | 50° 42′ 1″ N, 11° 54′ 46″ O  | Schmidt Elektrotechnik e. K. Inhaber Ralph Schmidt                                | |
| Windkraftanlage Breitungen/Werra                    | 1995                                                                            | 0,6                   | 1      | Tacke TW 600e (1×) | Breitungen-Winne                                    | SM          | 50° 45′ 22″ N, 10° 21′ 19″ O |                                                                                   | Sanierung 2010 |
| Windkraftanlage Cretzschwitz                        | 2015                                                                            | 2,35                  | 1      | Enercon E-92 (1×) | Cretzschwitz                                        | G           | 50° 56′ 12″ N, 12° 6′ 24″ O  | GoEn Planungsgesellschaft                                                         | |
| Windkraftanlage Diedorf                             | 1995                                                                            | 0,6                   | 1      | Micon M 1500-600 (1×) | Diedorf                                             | UH          | 51° 11′ 22″ N, 10° 17′ 32″ O |                                                                                   | |
| Windkraftanlage Dippach                             | 1997                                                                            | 0,5                   | 1      | Enercon E-40/5.40 (1×) | Dippach                                             | WAK         | 50° 55′ 18″ N, 10° 5′ 17″ O  |                                                                                   | |
| Windkraftanlage Dünwald                             | 2000                                                                            | 0,6                   | 1      | Enercon E-40/6.44 (1×) | Dingelstädt                                         | EIC         | 51° 19′ 25″ N, 10° 25′ 18″ O |                                                                                   | |
| Windkraftanlage Eliasbrunn                          | 1993                                                                            | 0,6                   | 1      | Micon M 1500-600 (1×) | Eliasbrunn                                          | SOK         | 50° 29′ 21″ N, 11° 35′ 28″ O | Eichenauer Energie                                                                | |
| Windkraftanlage Frauenprießnitz                     | 1995                                                                            | 0,25                  | 1      | Micon M 530-250 (1×) | Frauenprießnitz                                     | SHK         | 51° 1′ 21″ N, 11° 43′ 13″ O  |                                                                                   | eine weitere Anlage wurde bereits abgebaut |
| Windkraftanlage Forstwolfersdorf                    | 2002                                                                            | 0,025                 | 1      | elektrOmat 25 kW Profi (1×) | Harth-Pöllnitz                                      | GRZ         | 50° 44′ 6″ N, 11° 58′ 10″ O  |                                                                                   | errichtet auf dem Turm einer ehemaligen Windmühle |
| Windkraftanlage Hermsdorf                           | 1995                                                                            | 0,1                   | 1      | Fuhrländer FL 100/21 (1×) | Hermsdorf                                           | SHK         | 50° 53′ 7″ N, 11° 50′ 28″ O  | GLOBUS-Markt Hermsdorf                                                            | errichtet an der A 9 unmittelbar nördlich des Hermsdorfer Kreuzes, Turm ist in den Farbtönen des Betreibers gestaltet |
| Windkraftanlagen Leubingen                          | 2023 2025                                                                       | 0,275                 | 2      | Vestas V17-75kW (1×) Vestas V25-200kW (1×) | Leubingen                                           | SÖ          | 51° 12′ 21″ N, 11° 8′ 33″ O  | Martin Leffler                                                                    | Erweiterung in Bau (1× Vestas V25-200kW) Erweiterung geplant (1× Vestas V17-75kW) |
| Windkraftanlage Lucka                               | 2005                                                                            | 0,6                   | 1      | Enercon E-40/6.44 (1×) | Breitenhain                                         | ABG         | 51° 4′ 17″ N, 12° 19′ 1″ O   | Meuselwitz Guss                                                                   | |
| Windkraftanlage Marksuhl                            | 1999                                                                            | 0,6                   | 1      | Enercon E-40/6.44 (1×) | Marksuhl                                            | WAK         | 50° 54′ 34″ N, 10° 13′ 13″ O |                                                                                   | |
| Windkraftanlage Mielesdorf                          | 1998                                                                            | 0,5                   | 1      | Enercon E-40/5.40 (1×) | Mielesdorf                                          | SOK         | 50° 32′ 3″ N, 11° 52′ 16″ O  |                                                                                   | |
| Windkraftanlage Nickelsdorf                         | 1997                                                                            | 0,6                   | 1      | Vestas V44-600kW (1×) | Nickelsdorf                                         | SHK         | 50° 58′ 31″ N, 12° 0′ 24″ O  |                                                                                   | |
| Windkraftanlage Oberweißbach                        | 1996                                                                            | 0,6                   | 1      | Vestas V44-600kW (1×) | Oberweißbach                                        | SLF         | 50° 35′ 13″ N, 11° 8′ 11″ O  |                                                                                   | |
| Windkraftanlage Pfersdorf                           | 1999                                                                            | 0,5                   | 1      | Enercon E-40/5.40 (1×) | Pfersdorf                                           | HBN         | 50° 25′ 18″ N, 10° 40′ 34″ O |                                                                                   | |
| Windkraftanlage Pontewitz                           | 1996                                                                            | 0,5                   | 1      | Enercon E-40/5.40 (1×) | Pontewitz                                           | ABG         | 50° 57′ 29″ N, 12° 17′ 14″ O |                                                                                   | |
| Windkraftanlage Remptendorf                         | 1999                                                                            | 0,6                   | 1      | Enercon E-40/6.44 E1 (1×) | Remptendorf                                         | SOK         | 50° 32′ 12″ N, 11° 38′ 21″ O |                                                                                   | errichtet neben dem Umspannwerk Remptendorf |
| Windkraftanlage Ringleben                           | 1997                                                                            | 0,5                   | 1      | Enercon E-40/5.40 (1×) | Ringleben                                           | SÖM         | 51° 6′ 26″ N, 10° 57′ 58″ O  |                                                                                   | |
| Windkraftanlage Rusitz                              | 2016                                                                            | 2,3                   | 1      | Enercon E-70 E4 (1×) | Rusitz                                              | G           | 50° 56′ 3″ N, 12° 3′ 48″ O   |                                                                                   | |
| Windkraftanlage Steinsdorf                          | 1995                                                                            | 0,6                   | 1      | Tacke TW 600 (1×) | Steinsdorf                                          | SLF         | 50° 34′ 30″ N, 11° 29′ 21″ O |                                                                                   | |
| Windkraftanlage Stobra                              | 1995                                                                            | 0,5                   | 1      | Enercon E-40/5.40 (1×) | Stobra                                              | AP          | 51° 0′ 18″ N, 11° 33′ 35″ O  |                                                                                   | |
| Windkraftanlage Vollmershain                        | 1994                                                                            | 0,75                  | 1      | Micon M 1500-750 (1×) | Vollmershain                                        | ABG         | 50° 51′ 6″ N, 12° 18′ 46″ O  |                                                                                   | |
| Windkraftanlage Wernsdorf                           | 1995                                                                            | 0,5                   | 1      | Vestas V39-500kW (1×) | Wernsdorf                                           | SOK         | 50° 30′ 16″ N, 11° 47′ 7″ O  |                                                                                   | errichtet an der A 9 |
| Windkraftanlagen Dingelstädt                        | 1998 2014                                                                       | 4,6                   | 2      | Enercon E-82 E2 (2×) | Dingelstädt                                         | EIC         | 51° 17′ 33″ N, 10° 16′ 32″ O | Eichsfeldwerke                                                                    | Repowering 2014 (2× Enercon E-82 E2 statt 1× DiMA Dingelstädter 40-500 (Zweiflügler)).(Prototyp der DiMA Dingelstätder 40-500)Video vom Sprengen der Anlage. |
| Windkraftanlagen Döbrichau                          | 2016                                                                            | 6,6                   | 2      | Vestas V126-3.3MW (2×) | Döbrichau                                           | SHK         | 51° 3′ 11″ N, 11° 44′ 41″ O  |                                                                                   | |
| Windkraftanlagen Hausbreitenbach                    | 1999 2002                                                                       | 1,1                   | 2      | Enercon E-40/5.40 (1×) Enercon E-40/6.44 (1×) | Hausbreitenbach                                     | WAK         | 50° 55′ 26″ N, 10° 6′ 25″ O  |                                                                                   | |
| Windkraftanlagen Heukewalde                         | 1994 1995                                                                       | 1,1                   | 2      | Enercon E-40/5.40 (1×) Micon M 1500-600 (1×) | Heukewalde                                          | ABG         | 50° 50′ 7″ N, 12° 16′ 14″ O  | Thomas Günzel                                                                     | |
| Windkraftanlagen Hörselgau                          | 2008                                                                            | 4,0                   | 2      | Enercon E-70 (2×) | Hörselgau                                           | GTH         | 50° 55′ 0″ N, 10° 34′ 3″ O   |                                                                                   | errichtet an der A 4 Erweiterung geplant (2× Enercon E-138 EP3 E2 & 2× Enercon E-82 E2) |
| Windkraftanlagen Markersdorf                        | 1997                                                                            | 1,1                   | 2      | Micon M 1500-600 (1×) Micon M 1500-500 (1×) | Markersdorf                                         | GRZ         | 50° 44′ 26″ N, 12° 10′ 9″ O  | MA-WI Windkraft                                                                   | |
| Windkraftanlagen Mehna                              | 1993 2004                                                                       | 1,75                  | 2      | Micon M 530-250 (1×) REpower MD77 (1×) | Mehna                                               | ABG         | 50° 57′ 23″ N, 12° 19′ 25″ O | Provent                                                                           | |
| Windkraftanlagen Meilitz                            | 1993 1995 1996                                                                  | 0,85                  | 2      | Micon M 700-225 (1×) Vestas V44-600kW (1×) | Meilitz                                             | SOK         | 50° 42′ 32″ N, 11° 43′ 8″ O  | Skypower Windenergie                                                              | eine weitere Micon M 450-200 wurde 2014 demontiert |
| Windkraftanlagen Ponitz                             | 2004                                                                            | 3,0                   | 2      | REpower MD77 (2×) | Ponitz                                              | ABG         | 50° 50′ 25″ N, 12° 25′ 35″ O | meridian, Provent                                                                 | |
| Windkraftanlagen Schmieritz                         | 1996                                                                            | 0,332                 | 2      | Seewind 25/132 (1×) Enercon E-30/2.30 (1×) | Schmieritz                                          | SOK         | 50° 43′ 6″ N, 11° 48′ 12″ O  |                                                                                   | die Enercon E-30/2.30 ist aufgrund geklauter Kabel seit August 2023 außer Betrieb. Erweiterung geplant (8× Enercon E-175 EP5 E2, 2× Enercon E-160 EP5 E3 R1, 8× Vestas V172-7.2MW& 2× Vestas V162-6.2MW) |
| Windpark Artern-Kachstedt                           | 2001 2002 2004 2006 2007 2017                                                   | 15,5                  | 11     | Enercon E-40/6.44 (5×) Enercon E-48 (2×) Enercon E-70 (2×) Vestas V126-3.45MW (2×) | Artern Kachstedt                                    | KYF         | 51° 23′ 13″ N, 11° 16′ 18″ O | Energiequelle, GSW, Sabowind                                                      | errichtet an der A 71 |
| Windpark Auma                                       | 1996 1997 1998 1999 2016 2021                                                   | 15,7                  | 8      | Enercon E-40/5.40 (2×) Enercon E-66/15.66 (1×) Tacke TW 1.5s (1×) Vestas V126-3.3MW (1×) Vestas V150-4.2MW (2×) | Gütterlitz                                          | GRZ         | 50° 43′ 18″ N, 11° 53′ 30″ O | meridian, Boreas                                                                  | 2022 wurde eine Enercon E-40/5.40 abgebaut. Erweiterung geplant (2× Vestas V162-6.2MW) |
| Windpark Bucha                                      | 2002 2009 2012 2016 2020 2023 2024                                              | 41,7                  | 11     | REpower MD70 (2×) Enercon E-70 E4 (1×) Nordex N100/2500 (1×) Enercon E-141 EP4 (1×) Vestas V150-4.2MW (3×) Nordex N149/5700 (1×) Nordex N163/5700 (2×) | Coppanz Magdala                                     | SHK AP      | 50° 53′ 32″ N, 11° 30′ 26″ O | meridian, Denker & Wulf                                                           | Prototyp der Enercon E-141 EP4 Repowering 2024 (1× Nordex N149/5700 & 2× Nordex N163/5700 statt 6× REpower MD70) Erweiterung geplant (3× Vestas V162-6.2MW und 2× Vestas V162-7.2MW) |
| Windpark Büttstedt-Struth                           | 2001 2002 2003 2004 2008 2013 2014                                              | 62,7                  | 35     | Enercon E-40/6.44 (4×) Enercon E-66/18.70 (22×) Enercon E-70 E4 (4×) Enercon E-82 E2 (5×) | Büttstedt Effelder Struth                           | EIC         | 51° 14′ 30″ N, 10° 17′ 6″ O  | GERES                                                                             | Erweiterung geplant (1× Nordex N163/6800) |
| Windpark Dorndorf-Martinroda                        | 1998 2000 2007 2009 2010                                                        | 21,7                  | 16     | BWU 43/600 (2×) BWU 48/750 (6×) Vestas V90-2.0MW (8×) | Dorndorf Martinroda                                 | WAK         | 50° 49′ 7″ N, 10° 3′ 35″ O   | Natenco, Olaf Essig, ecopartner.dk 2× BWU43/600, 1× BWU48/750: Eichenauer Energie | |
| Windpark Eckolstädt                                 | 1996 1997 1999 2001 2002 2003 2012 2013 2014 2018                               | 86,3                  | 42     | Enercon E-40/5.40 (8×) AN Bonus 1300/62 (1×) Enercon E-66/18.70 (2×) Enercon E-53 (1×) Enercon E-82 E2 (7×) Vestas V90-2.0MW (13×) Vestas V112-3.45MW (10×) | Eckolstädt Wormstedt Pfuhlsborn Münchengosserstädt  | AP          | 51° 2′ 51″ N, 11° 37′ 12″ O  | WP Eckolstädt, Energroen, Müller-Heineck, EDF EN, Energie in Bürgerhand Weimar    | Windpark mit Solarfeld; 2013 wurde eine Enercon E-40/5.40 demontiert, danach eine weitere Enercon E-40/5.40; Repowering 2018 (10× Vestas V112-3.45MW statt 11× AN Bonus 1300/62); Erweiterung geplant (4× Vestas V150-6.0MW) und Repowering geplant (2× Vestas V162-6.2MW statt 1× AN Bonus 1300/62); Erweiterung geplant (8× Enercon E-175 EP5 E2 & 16× Enercon E-160 EP5 E3 R1 und 2× Enercon E-138 EP3 E3) weiteres Repowering geplant (10× Enercon E-175 EP5 E2 & 2× Enercon E-160 EP5 E3 R1 und 2× Enercon E-138 EP3 E3 statt 2× Enercon E-66/18.70 & 8× Enercon E-40/5.40) weiteres Repowering geplant (3× Nordex N175/7800 statt 5× Vestas V90-2.0MW) Weiteres Repowering geplant |
| Windpark Forstwolfersdorf                           | 2000 2003                                                                       | 3,5                   | 3      | NEG Micon NM 60/1000 (2×) GE Wind Energy 1.5sl (1×) | Forstwolfersdorf                                    | GRZ         | 50° 43′ 26″ N, 11° 57′ 21″ O | meridian                                                                          | |
| Windpark Förtha                                     | 1999 2002 2003                                                                  | 4,1                   | 4      | DeWind D4 48/600 (1×) Enercon E-58/10.58 (2×) REpower MD77 (1×) | Förtha                                              | WAK         | 50° 55′ 20″ N, 10° 13′ 10″ O | meridian                                                                          | DeWind D4 seit 2021 kaum in Betrieb. |
| Windpark Frauenprießnitz-Wetzdorf                   | 2001 2002 2003 2013 2014 2016 2020 2023                                         | 76,55                 | 38     | Frisia F56/850 (2×) Micon M 1800-750 (2×) NEG Micon NM 52/900 (4×) NEG Micon NM 60/1000 (2×) REpower MD77 (14×) Nordex N117/2400 (10×) Enercon E-103 EP2 (1×) Nordex N163/6800 (3×) | Frauenprießnitz Wetzdorf                            | SHK         | 51° 0′ 56″ N, 11° 45′ 58″ O  | wind7, wpd, Olaf Esig, meridian, UKA Group                                        | Repowering 2020 (1× Enercon E-103 EP2 statt 2× Frisia F56/850) Erweiterung 2023 (3× Nordex N163/6800) Repowering geplant (2× Enercon E-175 EP5 E2, 6× Enercon E-160 EP5 E3 R1, 2× Enercon E-138 EP3 E3 und 2× Enercon E-138 EP3 E2 statt 2× NEG Micon NM 60/1000, 4× NEG Micon NM 52/900, 2× Frisia F56/850 und 2× Micon 1800-750) weiteres Repowering geplant (14× Nordex N175/7800 statt 14× REpower MD77) |
| Windpark Frienstedt                                 | 2014 2016                                                                       | 6,4                   | 8      | Enercon E-53 (8×) | Frienstedt                                          | EF          | 50° 56′ 27″ N, 10° 55′ 14″ O | WP Frienstedt                                                                     | |
| Windpark Gebersreuth                                | 2017                                                                            | 24,0                  | 8      | Enercon E-115 (8×) | Gebersreuth                                         | SOK         | 50° 25′ 49″ N, 11° 54′ 28″ O | trianel                                                                           | |
| Windpark Gebstedt                                   | 2025                                                                            | 28,2                  | 6      | Vestas V150-4.2MW (4×) Nordex N149/5700 (2×) | Gebstedt                                            | AP          | 51° 4′ 33″ N, 11° 29′ 17″ O  | WKN GmbH, PNE Wind                                                                | In Bau Erweiterung geplant (2× Nordex N175/7800, 2× Nordex N163/7000, 2× Vestas V172-7.2MW, 4× Vestas V162-7.2MW, 2× Vestas V150-6.0MW und 2× Enercon E-82 E2) weitere Erweiterung geplant (6× Enercon E-160 EP5 E3 R1) |
| Windpark Geisleden                                  | 1998 2010                                                                       | 5,6                   | 7      | Enercon E-53 (7×) | Geisleden                                           | EIC         | 51° 21′ 42″ N, 10° 12′ 51″ O | wpd                                                                               | am selben Standort wurden bereits 1998 sieben Anlagen des Typs Frisia F48/750 errichtet, die wegen technischer Fehler zwischen 2001 und 2002 wieder demontiert wurden |
| Windpark Göpfersdorf                                | 1996                                                                            | 1,8                   | 3      | Vestas V44-600kW (3×) | Göpfersdorf                                         | ABG         | 50° 54′ 11″ N, 12° 35′ 27″ O | Ostwind                                                                           | |
| Windpark Greußen-Gangloffsömmern                    | 2000 2002 2006 2007 2016 2020                                                   | 41,9                  | 18     | REpower MD77 (1×) Vestas V80-2.0MW (1×) Enercon E-82 (1×) Vestas V90-2.0MW (11×) Vestas V112-3.0MW (2×) Vestas V150-4.2MW (2×) | Greußen Gangloffsömmern                             | KYF SÖM     | 51° 12′ 8″ N, 10° 57′ 22″ O  | meridian, GSW, Boreas                                                             | Repowering 2020 (2× Vestas V150-4.2MW statt 1× Fuhrländer FL MD77) weiteres Repowering geplant (6× Vestas V162-6.2MW & 1× Vestas V150-6.0MW statt 1× REpower MD77, 1× Vestas V80-2.0MW und 4× Vestas V90-2.0MW) Erweiterung geplant (2× Enercon E-138 EP3 E2) |
| Windpark Großberndten                               | 2003 2010 2024 2025                                                             | 65,3                  | 20     | REpower MD77 (10×) Enercon E-82 E2 (3×) Vestas V162-6.2MW (7×) | Großberndten                                        | KYF         | 51° 22′ 20″ N, 10° 42′ 0″ O  | wpd, WP Großberndten                                                              | Erweiterung in Bau (7× Vestas V162-6.2MW) |
| Windpark Großenlupnitz                              | 1999                                                                            | 1,8                   | 3      | AN Bonus 600/44 (3×) | Großenlupnitz                                       | WAK         | 51° 0′ 5″ N, 10° 23′ 13″ O   | K+W Windkraft                                                                     | eine baugleiche Anlage bereits zurückgebaut |
| Windpark Großenstein                                | 2017 2022                                                                       | 22,4                  | 6      | Senvion 3.4M122 (2×) Vestas V126-3.6MW (2×) Vestas V150-4.2MW (2×) | Großenstein                                         | GRZ         | 50° 53′ 8″ N, 12° 12′ 46″ O  | meridian Neue Energien GmbH                                                       | |
| Windpark Großvargula                                | 2001 2009 2010 2011                                                             | 36,0                  | 22     | REpower MD77 (16×) Vestas V90-2.0MW (6×) | Großvargula                                         | UH          | 51° 7′ 23″ N, 10° 45′ 13″ O  | Boreas, WP Großvargula                                                            | Repowering geplant (9× Vestas V162-6.2MW und 1× Vestas V172-7.2MW statt 12× REpower MD77); weiteres Repowering geplant (4× Vestas V162-6.2MW und 3× Vestas V172-7.2MW statt 4× REpower MD77); Erweiterung geplant (8× Vestas V162-6.2MW) |
| Windpark Günstedt                                   | 2025-2026                                                                       | 62,0                  | 10     | Vestas V162-6.2MW (10×) | Günstedt Kindelbrück                                | SÖM         | 51° 14′ 45″ N, 11° 3′ 42″ O  | Meridian                                                                          | in Bau Erweiterung geplant (4× Vestas V172-7.2MW & 4× Vestas V162-6.2MW und 2× Vestas V150-6.0MW) |
| Windpark Hartha                                     | 1995                                                                            | 1,8                   | 3      | Micon M 1500-600 (3×) | Hartha                                              | ABG         | 50° 56′ 3″ N, 12° 15′ 3″ O   |                                                                                   | |
| Windpark Heldrungen-Reinsdorf                       | 2004 2016 2017                                                                  | 19,75                 | 9      | Enercon E-66/18.70 (5×) Enercon E-92 (2×) Enercon E-101 (1×) Enercon E-115 (1×) | Heldrungen Reinsdorf                                | KYF         | 51° 19′ 4″ N, 11° 15′ 0″ O   | N.prior energy, Sabowind                                                          | Repowering geplant (5× Enercon E-138 EP3 E2 statt 5× Enercon E-66/18.70) |
| Windpark Herbsleben                                 | 2002 2004 2010 2014 2015 2017 2020 2024                                         | 40,8                  | 12     | REpower MD77 (1×) Vestas V80-2.0MW (1×) Vestas V90-2.0MW (2×) Vestas V112-3.0MW (2×) Vestas V126-3.3MW (1×) Vestas V150-4.2MW (3×) Nordex N149/5700 (2×) | Herbsleben                                          | UH          | 51° 5′ 32″ N, 10° 49′ 14″ O  | Boreas, GSW,                                                                      | Repowering 2017 (1× Vestas V126-3.3MW statt 1× REpower MD77) und 2020 (3× Vestas V150-4.2MW statt 3× REpower MD77) Erweiterung 2024 (2× Nordex N149/5700) sowie in Planung (4× Vestas V172-7.2MW) |
| Windpark Hörningen                                  | 2001 2003 2006 2010                                                             | 7,55                  | 5      | Enercon E-58/10.58 (2×) REpower MD77 (1×) REpower MM82 (1×) Enercon E-82 (1×) | Hörningen                                           | NDH         | 51° 32′ 7″ N, 10° 41′ 26″ O  | meridian, ecopartner.dk                                                           | 1xREpower MD77 (ecopartner.dk) Erweiterung geplant (5× Vestas V172-7.2MW) |
| Windpark Hornsömmern                                | 2014                                                                            | 12,0                  | 4      | Vestas V112-3.0MW (4×) | Hornsömmern                                         | UH          | 51° 12′ 32″ N, 10° 50′ 28″ O | Boreas, Windkraft Thüringen                                                       | |
| Windpark Hottelstedt                                | 2000                                                                            | 5,2                   | 4      | AN Bonus 1300/62 (4×) | Hottelstedt                                         | AP          | 51° 2′ 0″ N, 11° 13′ 3″ O    | Energiequelle                                                                     | |
| Windpark Hötzelsroda-Beuernfeld                     | 2000 2002 2004 2005 2012 2025                                                   | 39,8                  | 18     | AN Bonus 600/44 (1×) Enercon E-40/6.44 (2×) NEG Micon NM 52/900 (2×) Enercon E-48 (3×) Vensys 82/1500 (6×) Vestas V162-6.2MW (4×) | Hötzelsroda Beuernfeld                              | WAK         | 51° 0′ 16″ N, 10° 22′ 18″ O  | Boreas, Green Energy, ecopartner.dk, WP Beuernfeld                                | errichtet an der A 4; 2xNEG Micon NM52/900 (ecopartner.dk) Repowering im Gange (4× Vestas V162-6.2MW statt 1× AN Bonus 600/44 , 1× Enercon E-40/6.44, 1× Enercon E-48 & 1× NEG Micon NM 52/900) Erweiterung geplant (2× Enercon E-175 EP5 E2 & 4× Enercon E-160 EP5 E3 R1) |
| Windpark Immenrode                                  | 1998 2002 2014                                                                  | 16,2                  | 8      | Enercon E-40/6.44 (1×) Enercon E-66/18.70 (1×) Enercon E-82 E2 (6×) | Immenrode                                           | KYF         | 51° 22′ 31″ N, 10° 43′ 22″ O | Windkraft Thüringen                                                               | Repowering 2014 (6× Enercon E-82 E2 statt 8× Enercon E-40/5.40) Erweiterung geplant (2× Enercon E-138 EP3 E3) |
| Windpark Katzenberg                                 | 2004 2006 2007 2013 2020                                                        | 19,0                  | 17     | Vestas V52-850kW (14×) Enercon E-53 (2×) GE Wind Energy 5.5-158 (1×) | Schwerborn Kerspleben Töttleben                     | EF          | 51° 1′ 21″ N, 11° 5′ 10″ O   | Ostwind, EnerSys, WP Katzenberg                                                   | Repowering geplant (6× Vestas V172-7.2MW statt 8× Vestas V52-850kW) |
| Windpark Keula                                      | 1997 2002 2019 2020 2022 2023 2024                                              | 26,4                  | 6      | Vestas V136-3.6MW (1×) Vestas V150-4.2MW (4×) Vestas V150-6.0MW (1×) | Keula Menteroda                                     | KYF UH      | 51° 18′ 32″ N, 10° 32′ 9″ O  | wpd, Boreas, wind7, PNE Wind, WKN                                                 | Repowering 2019 (1× Vestas V150-4.2MW statt 1× Enercon E-40/6.44) 2020 Abbau von 2× DeWind D4 48/600 und 5× Micon M1800-600 Erweiterung 2022/2023 (2× Vestas V150-4.2MW & 1× Vestas V136-3.6MW); Erweiterung 2023/2024 (1× Vestas V150-6.0MW) Erweiterung geplant (1× Vestas V150-6.0MW und 1× Vestas V162-6.2MW) |
| Windpark Kirchengel                                 | 1998 1999 2004 2016 2017 2022                                                   | 90,5                  | 35     | Frisia F48/750 (6×) Vestas V80-2.0MW (11×) Vestas V112-3.3MW (13×) Vestas V126-3.3MW (3×) Vestas V162-5.6MW (2×) | Kirchengel Holzengel Westerengel                    | KYF         | 51° 18′ 10″ N, 10° 54′ 34″ O | wpd, SeeBA, WKN, CEE                                                              | Repowering 2017 (3× Vestas V112-3.3MW statt 5× Frisia F48/750) Erweiterung 2022 (2× Vestas V162-5.6MW) |
| Windpark Kirchheilingen-Blankenburg-Tottleben       | 1999 2000 2003 2004 2005 2009 2010 2012 2013 2014 2015 2016 2018 2021 2022      | 87,45                 | 32     | Nordex N62/1300 (1×) REpower MD77 (2×) Vestas V90-2.0MW (8×) Enercon E-82 (2×) Enercon E-82 E2 (1×) Nordex N117/2400 (5×) Vestas V112-3.0MW (5×) Vestas V126-3.3MW (2×) Vestas V126-3.45MW (1×) Vestas V150-4.2MW (3×) Vestas V150-5.6MW (1×) Vestas V162-5.6MW (1×)                                             | Kirchheilingen Blankenburg Tottleben                | UH          | 51° 11′ 18″ N, 10° 43′ 23″ O | Boreas, GSW, ecopartner.dk                                                        | Repowering 2013 und 2015 (4× Vestas V112-3.0MW und 2× Vestas V126-3.3MW statt 9× Nordex N62/1300 und 2× Jacobs MD70); 2021 Repowering (2× Vestas V150-4.2MW statt je 1× Jacobs MD70 und Fuhrländer FL MD77); Repowering 2022 (1× Vestas V150-4.2MW statt 1× Vestas V80-2.0MW) Erweiterung geplant (1× Vestas V162-6.2MW) |
| Windpark Kleinbrembach-Vogelsberg                   | 2006 2009                                                                       | 16,0                  | 8      | Vestas V90-2.0MW (8×) | Kleinbrembach Vogelsberg                            | SÖM         | 51° 6′ 14″ N, 11° 15′ 28″ O  | ewz WP Kleinbrembach; ewz WP Vogelsberg                                           | Erweiterung geplant (9× Vestas V172-7.2MW) |
| Windpark Kleinbrüchter-Großbrüchter                 | 2016                                                                            | 16,8                  | 7      | Nordex N117/2400 (7×) | Kleinbrüchter Großbrüchter Holzthaleben             | KYF         | 51° 19′ 33″ N, 10° 37′ 40″ O |                                                                                   | |
| Windpark Kleinfalke                                 | 2003                                                                            | 6,0                   | 4      | REpower MD77 (4×) | Kleinfalke                                          | G           | 50° 48′ 17″ N, 12° 9′ 2″ O   | wpd, Gewi                                                                         | |
| Windpark Korbußen                                   | 1999 2001                                                                       | 2,05                  | 3      | NEG Micon NM 48/600 (2×) Vestas V52-850kW (1×) | Korbußen                                            | GRZ         | 50° 52′ 28″ N, 12° 10′ 32″ O | 1× NM48/600: Eichenauer Energie                                                   | errichtet an der A 4 |
| Windpark Kraasa-Naundorf                            | 2012 2013 2015 2016                                                             | 24,1                  | 9      | Enercon E-82 E2 (5×) Vestas V112-3.0MW (2×) Vestas V112-3.3MW (2×) | Kraasa Naundorf                                     | ABG         | 50° 58′ 59″ N, 12° 16′ 20″ O | wpd                                                                               | Erweiterung geplant |
| Windpark Kutzleben                                  | 2006 2015                                                                       | 32,0                  | 14     | Vestas V90-2.0MW (10×) Vestas V112-3.0MW (4×) | Kutzleben                                           | UH          | 51° 12′ 28″ N, 10° 51′ 24″ O | Boreas, Volkswind, WP Kutzleben                                                   | Erweiterung geplant (1× Vestas V162-6.2MW & 1× Vestas V172-7.2MW) |
| Windpark Lindau                                     | 1993 1995 2003 2013 2015 2017                                                   | 22,0                  | 9      | GE Wind Energy 1.5sl (1×) Nordex N100/2500 (7×) Senvion 3.0M122 (1×) | Lindau                                              | SHK         | 51° 1′ 29″ N, 11° 54′ 21″ O  | meridian                                                                          | Repowering 2013 und 2015 (7× Nordex N100/2500 statt 1× Seewind 20/110 und 2× Seewind 25/132) |
| Windpark Mihla-Neukirchen                           | 2015 2016                                                                       | 24,4                  | 8      | Enercon E-101 (8×) | Mihla Neukirchen                                    | WAK         | 51° 3′ 8″ N, 10° 18′ 12″ O   | juwi                                                                              | Erweiterung geplant (1× Enercon E-175 EP5 E2 & 4× Enercon E-138 EP3 E2) |
| Windpark Möbisburg                                  | 2006                                                                            | 22,0                  | 11     | Enercon E-70 (11×) | Möbisburg Waltersleben                              | EF          | 50° 54′ 20″ N, 10° 59′ 19″ O | WP Möbisburg                                                                      | errichtet entlang der A 4 |
| Windpark Mohlis                                     | 2019                                                                            | 14,4                  | 4      | Vestas V136-3.6MW (4×) | Nödernitzsch Drogen                                 | ABG         | 50° 54′ 21″ N, 12° 18′ 15″ O | juwi                                                                              | Erweiterung geplant (4× Vestas V162-6.2MW) |
| Windpark Nentzelsrode                               | 1998 2003 2014 2016 2017 2018 2019 2020 2024 2025 2026                          | 46,2                  | 15     | Enercon E-82 E2 (3×) Senvion 3.4M114 (1×) Enercon E-115 (8×) Enercon E-138 EP3 E1 (1×) Enercon E-138 EP3 E2 (2×) | Hain Uthleben                                       | NDH         | 51° 26′ 5″ N, 10° 48′ 1″ O   | WKN, wpd, PNE Wind, VSB Energy                                                    | errichtet neben Abfalldeponie Repowering 2017/2018 (1× Senvion 3.4M114 statt 1× REpower MD77) Repowering im Gange (2× Enercon E-138 EP3 E2 statt 5× Enercon E-66/15.66) |
| Windpark Neukirchen                                 | 1998 2000 2002 2004 2006 2007 2008 2013 2014 2016 2017 2018 2019 2020 2024 2025 | 76,35                 | 31     | Enercon E-40/5.40 (5×) Nordex N62/1300 (2×) Fuhrländer FL MD77 (2×) REpower MM82 (3×) Vensys 62/1200 (1×) Vensys 77/1500 (2×) Vensys 100/2500 (2×) Enercon E-53 (1×) Vestas V126-3.45MW (4×) Vestas V136-3.45MW (2×) Vestas V150-4.2MW (6×) Vestas V162-6.2MW (1×)                                               | Neukirchen Ütteroda                                 | WAK         | 51° 2′ 11″ N, 10° 19′ 29″ O  | Boreas, Green Energy                                                              | Repowering 2018 (4× Vestas V126-3.45MW und 2× Vestas V136-3.45MW statt 6× Nordex N62/1300) 2021 Abbau einer Enercon E-40/5.40 Repowering im Gange (1× Vestas V162-6.2MW & 3× Vestas V150-4.2MW statt 2× REpower MM82 & 1× Fuhrländer FL MD77 und 1× Vensys 62/1200) Erweiterung geplant (3× Enercon E-175 EP5 E2 & 3× Enercon E-160 EP5 E3 R1) |
| Windpark Oettersdorf                                | 1997 1998 2002                                                                  | 2,1                   | 3      | Micon M 1800-600 (2×) NEG Micon NM 52/900 (1×) | Oettersdorf                                         | SOK         | 50° 35′ 35″ N, 11° 50′ 6″ O  |                                                                                   | |
| Windpark Ottenhausen                                | 2007                                                                            | 16,0                  | 8      | Vestas V90-2.0MW (8×) | Ottenhausen                                         | SÖM         | 51° 12′ 11″ N, 10° 59′ 9″ O  | Boreas                                                                            | |
| Windpark Pölzig                                     | 1996 2003 2014 2019                                                             | 12,5                  | 5      | Vestas V52-850kW (1×) Enercon E-101 (1×) Senvion 3.2M114 (2×) Vestas V136-3.45MW (1×) | Beiersdorf                                          | GRZ         | 50° 57′ 32″ N, 12° 10′ 22″ O | WP Pölzig, Avel, WSB Neue Energien                                                | Repowering 2019 (1× Vestas V136-3.45MW statt 2× Micon M 1500-600) |
| Windpark Rastenberg-Olbersleben                     | 1997 2000 2001 2005 2006 2007 2009 2012 2013 2014 2017 2018 2021 2022 2024 2025 | 147,6                 | 51     | Enercon E-40/6.44 E1 (1×) Gamesa G80-2.0MW (3×) Enercon E-48 (1×) Vestas V90-2.0MW (21×) Vestas V112-3.3MW (8×) Enercon E-92 (1×) Vestas V126-3.45MW (5×) Vestas V126-3.6MW (1×) Vestas V136-4.2MW (1×) Vestas V150-4.2MW (5×) Vestas V150-5.6MW (2×) Vestas V150-6.0MW (1×) Vestas V162-6.0MW (1×)              | Roldisleben Olbersleben Ostramondra Bachra          | SÖM         | 51° 10′ 16″ N, 11° 20′ 32″ O | wpd, Boreas, Thüga erneuerbare Energien, VIATEC, WP Rastenberg, WP Olbersleben    | 2021 Repowering (3× Vestas V150-4.2MW statt 3× Gamesa G80-2.0MW) Erweiterung im Bau (1× Vestas V126-3.6MW, 1× Vestas V136-4.2MW und 1× Vestas V150-6.0MW); 2025 Repowering (1× Vestas V162-6.0MW statt 2× Enercon E-40/5.40) Erweiterung geplant (10× Enercon E-175 EP5 E2 & 2× Nordex N163/6800); weiteres Repowering geplant |
| Windpark Rauschwitz                                 | 2002 2003 2011 2014                                                             | 11,6                  | 6      | Südwind S77 (2×) GE Wind Energy 1.5sl (1×) REpower MM92 (2×) Nordex N117/3000 (1×) | Rauschwitz                                          | SHK         | 50° 58′ 33″ N, 11° 48′ 3″ O  | meridian                                                                          | |
| Windpark Rittersdorf-Treppendorf                    | 1999 2012 2014                                                                  | 9,43                  | 5      | Enercon E-30/2.30 (1×) Enercon E-82 E2 (4×) | Rittersdorf Treppendorf                             | AP SLF      | 50° 49′ 26″ N, 11° 15′ 15″ O | wpd, eolica                                                                       | Erweiterung geplant (4× Enercon E-160 EP5 E3 R1 & 6× Enercon E-138 EP3 E3) |
| Windpark Rodeberg                                   | 1998 1999                                                                       | 2,2                   | 4      | Enercon E-40/5.40 (2×) Enercon E-40/6.44 (2×) | Struth                                              | EIC         | 51° 12′ 23″ N, 10° 18′ 12″ O |                                                                                   | |
| Windpark Roter Berg (Windpark Reinholterode)        | 1995 2003 2011 2018                                                             | 24,8                  | 8      | Enercon E-66/18.70 (1×) Enercon E-82 E2 (1×) Vestas V126-3.45MW (6×) | Reinholterode                                       | EIC         | 51° 26′ 2″ N, 10° 12′ 25″ O  | WKN                                                                               | Repowering 2011 (1× Enercon E-82 E2 statt 1× Micon M 700-225) Repowering 2018 (6× Vestas V126-3.45MW statt 4× Enercon E-66/15.66) |
| Windpark Schlotberg-Jüchsen                         | 2024 2025                                                                       | 16,8                  | 3      | eno energy eno152-5.6MW (3×) | Jüchsen                                             | SM          | 50° 27′ 30″ N, 10° 29′ 21″ O | Stadtwerke Heidenheim                                                             | in Bau Erweiterung geplant (4× eno energy eno175-8.0MW & 7× eno energy eno160-6.0MW) |
| Windpark Schloßvippach                              | 1999 2006 2007 2017 2018 2021-2022 2024 2025                                    | 79,1                  | 26     | Enercon E-66/15.66 (2×) Enercon E-70 (10×) Vestas V126-3.3MW (6×) Vestas V136-3.45MW (2×) Vestas V150-4.2MW (3×) Vestas V162-5.6MW (3×) | Schloßvippach Dielsdorf Sprötau Thalborn            | SÖM         | 51° 6′ 4″ N, 11° 11′ 2″ O    | WP Dielsdorf, Windkraft Vogelsberg                                                | Erweiterung 2021-2022 (2× Vestas V150-4.2MW) Erweiterung 2024/2025 (3× Vestas V162-5.6MW & 1× Vestas V150-4.2MW) Erweiterung geplant (2× Vestas V162-6.2MW & 1× Enercon E-138 EP3 E2) |
| Windpark Schmölln                                   | 1996 2011                                                                       | 13,0                  | 10     | AN Bonus 600/44 (5×) REpower MM92 (5×) | Kummer Nitzschka Zschöpel                           | ABG         | 50° 52′ 16″ N, 12° 23′ 18″ O | meridian                                                                          | Repowering geplant |
| Windpark Schwabhausen                               | 2000 2001 2004                                                                  | 8,0                   | 6      | AN Bonus 1300/62 (4×) Enercon E-58/10.58 (1×) Enercon E-66/18.70 (1×) | Schwabhausen                                        | GTH         | 50° 52′ 28″ N, 10° 42′ 56″ O | Prokon                                                                            | |
| Windpark St. Bernhard                               | 2019                                                                            | 13,95                 | 4      | Vestas V126-3.45MW (3×) Vestas V126-3.6MW (1×) | St. Bernhard                                        | HBN         | 50° 25′ 22″ N, 10° 35′ 55″ O |                                                                                   | Erweiterung geplant (3× Nordex N163/7000) |
| Windpark Sünna                                      | 1998 2000 2006 2009                                                             | 7,12                  | 7      | Vestas V44-600kW (3×) Vestas V47-660kW (2×) Vestas V90-2.0MW (2×) | Vacha Unterbreizbach Sünna                          | WAK         | 50° 49′ 4″ N, 10° 0′ 5″ O    | WP Sünna                                                                          | |
| Windpark Tanna                                      | 1996 1998 2002 2004 2009 2014 2016 2020 2021                                    | 26,8                  | 13     | Enercon E-40/5.40 (1×) Enercon E-66/18.70 (6×) Enercon E-66/20.70 (1×) Enercon E-70 E4 (1×) Enercon E-92 (2×) Enercon E-101 (1×) Enercon E-138 EP3 E1 (1×) | Schilbach                                           | SOK         | 50° 29′ 29″ N, 11° 49′ 2″ O  | GERES, Sabowind                                                                   | Repowering 2014 (1× Enercon E-101 statt 1× Vestas V44-600kW) |
| Windpark Teutleben-Mechterstädt-Ebenheim-Weingarten | 2013 2014 2020 2021 2022 2024 2025                                              | 43,2                  | 14     | Vestas V112-3.0MW (8×) Vestas V117-3.45MW (1×) Vestas V136-3.6MW (1×) Vestas V136-4.2MW (1×) eno energy eno126-4.0MW (1×) GE Wind Energy 5.5-158 (2×) | Teutleben Mechterstädt Ebenheim Weingarten (Hörsel) | GTH         | 50° 57′ 13″ N, 10° 32′ 35″ O | reconcept, Gewi, Juwi                                                             | Erweiterung 2024/2025 (1× Vestas V136-4.2MW) Erweiterung geplant (4× Vestas V172-7.2MW) |
| Windpark Thonhausen                                 | 2016 2017                                                                       | 13,0                  | 5      | Nordex N117/2400 (4×) Senvion 3.4M114 (1×) | Thonhausen                                          | ABG         | 50° 49′ 42″ N, 12° 20′ 24″ O | meridian                                                                          | |
| Windpark Trügleben                                  | 1999 2002                                                                       | 2,05                  | 3      | DeWind D4 48/600 (2×) Vestas V52-850kW (1×) | Trügleben                                           | GTH         | 50° 57′ 27″ N, 10° 37′ 51″ O | meridian                                                                          | |
| Windpark Tüngeda                                    | 2015 2016 2017 2021 2022                                                        | 46,0                  | 12     | Vestas V90-2.0MW (1×) Vestas V112-3.3MW (1×) Vestas V126-3.3MW (7×) Vestas V150-6.0MW (2×) Vestas V162-5.6MW (1×) | Tüngeda Brüheim                                     | WAK GTH     | 51° 0′ 49″ N, 10° 33′ 56″ O  | Boreas, meridian, GSW                                                             | Erweiterung geplant (2× Vestas V162-6.2MW & 4× Vestas V150-6.0MW) |
| Windpark Tüttleben                                  | 1999 2000                                                                       | 4,2                   | 4      | Husumer Schiffswerft HSW 1000/57 (4×) | Tüttleben                                           | GTH         | 50° 57′ 16″ N, 10° 47′ 5″ O  | meridian                                                                          | |
| Windpark Waltersdorf-Rositz                         | 2002 2003                                                                       | 37,5                  | 21     | Südwind S70 (9×) Vestas V80-2.0MW (12×) | Rositz Waltersdorf Neubraunshain                    | ABG         | 51° 7′ 2″ N, 12° 23′ 14″ O   | Wallenborn Projekt, EnBW                                                          | |
| Windpark Wangenheim-Hochheim-Ballstädt-Westhausen   | 1999 2000 2001 2006 2010 2011 2012 2014 2015 2016 2018 2020 2021                | 158,85                | 64     | Tacke TW 1.5s (2×) Enercon E-66/15.66 (7×) Vestas V90-2.0MW (16×) Enercon E-70 (3×) Enercon E-82 (6×) Enercon E-92 (1×) Vestas V112-3.0MW (7×) Vestas V112-3.3MW (1×) Vestas V117-3.3MW (1×) Vestas V126-3.3MW (5×) Vestas V126-3.45MW (1×) Vestas V136-3.45MW (1×) Vestas V150-4.2MW (6×) Nordex N117/2400 (7×) | Wangenheim Hochheim Westhausen Ballstädt Wiegleben  | GTH UH      | 51° 1′ 54″ N, 10° 37′ 41″ O  | Boreas, GSW, Thüga erneuerbare Energien                                           | größter Windpark Thüringens; durch Repowering zwischen 2016 und 2018 wurden 7× Tacke TW 1.5s zurückgebaut; Repowering 2020 (2× Vestas V150-4.2MW, 2× Vestas V126-3.3MW, 1× Vestas V117-3.3MW und 1× Enercon E-92 statt 9× Tacke TW 1.5s) 2021 Repowering (1× Vestas V150-4.2MW statt 1× Tacke TW 1.5s) Erweiterung geplant (1× Vestas V150-6.0MW) weitere Erweiterung geplant (5× Vestas V172-7.2MW) weiteres Repowering geplant |
| Windpark Wipperdorf                                 | 2017 2019 2025 2026                                                             | 58,9                  | 14     | Nordex N117/2400 (6×) eno energy126-4.0MW (3×) Nordex N149/4500 (1×) Nordex N163/6800 (4×) | Wipperdorf                                          | NDH         | 51° 27′ 34″ N, 10° 39′ 23″ O | VSB, Energiequelle                                                                | Nordex N149/4500 auf Hybridturm erbaut. seinerzeit höchste und leistungsstärkste Windkraftanlage Thüringen Erweiterung in Bau (4× Nordex N163/6800) weitere Erweiterung geplant (3× Nordex N163/6800) |
| Windpark Wormstedt                                  | 1996                                                                            | 1,5                   | 3      | NedWind NW 44/500 (2×) Wind World W4100/500 (1×) | Wormstedt                                           | AP          | 51° 2′ 0″ N, 11° 35′ 3″ O    |                                                                                   | errichtet auf ehemaligem Militärgelände, eine Lagerwey LW 30/250 wurde im Jahr 2014 wieder demontiert und eine NedWind NW 44/500 wurde im September 2013 wieder demontiert |
| Windpark Wüllersleben                               | 2006                                                                            | 6,4                   | 8      | Enercon E-48 (8×) | Wüllersleben                                        | IK          | 50° 48′ 2″ N, 11° 3′ 11″ O   | Windwärts                                                                         | Erweiterung geplant |
| Windpark Wundersleben                               | 1999 2007 2011 2017 2024 2025                                                   | 52,9                  | 14     | Vestas V90-2.0MW (7×) Vestas V117-3.45MW (2×) Vestas V150-6.0MW (1×) Vestas V162-6.2MW (2×) Nordex N163/6800 (2×) | Wundersleben Straußfurt                             | SÖM         | 51° 9′ 36″ N, 11° 1′ 21″ O   | Rübsamen Windenergie, Planet Energy                                               | Repowering 2011 (5× Vestas V90-2.0MW statt 5× AN Bonus 600/44); Repowering 2017 (2× Vestas V117-3.45MW statt 2× AN Bonus 600/44) Erweiterung 2024/2025 (2× Nordex N163/6800, 2× Vestas V162-6.2MW) Repowering 2024/2025 (1× Vestas V150-6.0MW statt 1× Vestas V90-2.0MW); Erweiterung geplant (6× Nordex N175/7800 & 6× Nordex N163/7000) |